# Puerto Pérez
Puerto Pérez è un comune (municipio in spagnolo) della Bolivia nella provincia di Los Andes (dipartimento di La Paz) con 9.912 abitanti (dato 2010).

## Cantoni
Il comune è suddiviso in 4 cantoni:
- Aygachi
- Cascachi
- Puerto Pérez
- Suriqui